# عدي سينغ (سياسي)
عدي سينغ (بالإنجليزية: Uday Singh)‏ هو سياسي فيجي، ولد في 14 سبتمبر 1938، وتوفي في 7 يونيو 2014. نشط حزبياً في Alliance Party (Fiji) ‏. وقد انتخب عضو مجلس نواب فيجي.